# Tamir Cohen
Tamir Cohen (hebräisch תמיר כהן; * 4. März 1984 in Tel Aviv-Jaffa) ist ein ehemaliger israelischer Fußballspieler.

## Karriere

### Verein
Tamir begann wie sein Vater seine Karriere beim israelischen Spitzenklub Maccabi Tel Aviv. 2003 wurde er mit dem Klub israelischer Meister, 2005 gewann er den Staatspokal. Im Januar 2007 wechselte Cohen zum Ligakonkurrenten Maccabi Netanja, verließ den Klub aber bereits am Jahresende wieder und wechselte für eine Ablösesumme von 650.000 Pfund zum englischen Erstligisten Bolton Wanderers. Bei Bolton hatte er einen Vertrag bis zum 30. Juni 2011 der nach dem Ablauf nicht verlängert wurde.
Im Sommer 2011 kehrte Tamir Cohen daher nach Israel zurück und unterzeichnete einen Vertrag bei Maccabi Haifa. 2014 beendete Cohen seine Karriere bei Hapoel Ra’anana.

### Nationalmannschaft
Cohen kam zu zahlreichen Einsätzen in israelischen Jugendnationalmannschaften. Sein Debüt in der israelischen A-Nationalmannschaft gab der Mittelfeldspieler im Oktober 2007 in der EM-Qualifikation gegen Kroatien.